# SS- und Polizeiführer
Höhere SS- und Polizeiführer (HSSPF) und die als Zwischenebene eingeführten SS- und Polizeiführer (SSPF) waren in Personalunion SS- und Polizei-Führer in der Zeit des Nationalsozialismus. Ihre Aufgabe war die Koordination von SS und Polizei (Zuständigkeitsbereiche von Reichsführer SS und Chef der Deutschen Polizei Himmler) im Mobilisierungsfall (Kriegsfall). Dieses Bindeglied der inneren Verwaltung und der Partei wurde als eine der Vorbereitungen zum Krieg oder der Errichtung einer Besatzungsmacht in jedem Wehrkreis bzw. Besetzten Gebiet eingerichtet. Die HSSPF kamen aus der SS-Administration und wurden auch von dieser bezahlt („Führer“), nur Aufwand für „polizeiliche“ Aufgaben wurde vom MdI refundiert (BMBliV S. 2119) – erst im April 1941 wurden die HSSPF per Ernennungsdekret zu „Generälen der Polizei“ ernannt. In der Folge gab es dennoch nur ganz wenige HSSPF, die aus der Polizeiadministration kamen.
Im Stab des HSSPF waren der jeweils lokale Stabsführer der Allgemeinen SS (bzw. der Waffen-SS im Falle besetzter Gebiete), der jeweilige Inspekteur/Befehlshaber der Sicherheitspolizei und des SD und der jeweilige Inspekteur/Befehlshaber der Ordnungspolizei vertreten.

## Aufgaben
Amt und Funktion der Höheren SS und Polizeiführer wurden per Erlass des Reichsinnenministeriums vom 13. November 1937 eingeführt. Diese sollten im Mobilitätsfall (Kriegsfall) in jedem Wehrkreis die Kräfte der SS und der Polizei bündeln und führen. Sie verkörperten in der neu geschaffenen Institution die Verschmelzung von einer Parteiorganisation, der SS, mit einem Teil des Staatsapparates, der deutschen Polizei. Damit erhielt die bisherige Organisation der NSDAP Exekutivgewalt und übte sie, nicht wie üblich auf Gesetzesgrundlage, sondern nach dem „unbeschränkten Willen des Führers“ aus. Im Verlauf des Zweiten Weltkriegs hatten die HSSPF insbesondere in den besetzten Gebieten im Osten eine große Machtfülle. Sie fungierten als Himmlers Bevollmächtigte. Sie hatten die gleiche Funktion im Territorium, wie Himmler im Gesamtreich. Während sie in „Friedenszeiten“ hauptsächlich eine Koordinierungsfunktion gegenüber den SS- und Polizeikräften, also der Geheimen Staatspolizei, der Kriminalpolizei, der Sicherheitspolizei, dem Sicherheitsdienst, der Ordnungspolizei, der Allgemeinen SS, den SS-Totenkopfverbänden und der Waffen-SS ausübten, hatten sie bei öffentlichem Notstand das Kommando innerhalb des Wehrkreises, wobei der Krieg eine „permanente“ Notstandssituation darstellte.
Im Führungsstab des HSSPF waren jeweils alle vor Ort eingesetzten SS- und Polizeiorganisationen vertreten – wie Ordnungspolizei, Sicherheitspolizei/SD, Grenzpolizei, Personal der Konzentrationslager, lokale Truppen der Waffen-SS. Der HSSPF koordinierte Aufträge und gab Befehle an die jeweils zuständigen Bereiche. Dem Befehlshaber der Sicherheitspolizei und des SD (BdS) und dem Befehlshaber der Ordnungspolizei (BdO) war er auch disziplinär vorgesetzt.
Nach Kriegsbeginn etablierte sich fallweise eine dritte Hierarchieebene:
1. Heinrich Himmler, Reichsführer SS und Chef der Deutschen Polizei (RFSSuChdDtPol.)
2. Höhere SS- und Polizeiführer (HSSPF)
3. SS- und Polizeiführer (SSPF)

Zudem wurde in der Ukraine und in Italien 1943 eine Instanz oberhalb der Höheren SS- und Polizeiführer (HSSPF) eingeführt, der Höchste SS- und Polizeiführer (HöSSPF). In der ersten seiner beiden Posener Reden erläuterte Himmler auch die Personalveränderungen. Bezüglich Karl Wolff führte Himmler aus: „Einer meiner engsten und ältesten Mitarbeiter, SS-Obergruppenführer Wolff, ist nach einer schweren Krankheit, die sein Leben sehr gefährdet hat Gottseidank wieder ganz gesund geworden und ist jetzt – es ist eine erstmalige Stellung – der Hoechste SS- und Polizeiführer für das ganze besetzte Italien. Er hat also ein Menschengebiet von 25 bis 30 Millionen zu behüten. Er hat SS-Gruppenführer Globocnik als Höheren SS- und Polizeiführer für das Küstenland, sowie mehrere SS- und Polizeiführer unter sich.“
Himmler setzte die HSSPF in seiner Eigenschaft (Doppelfunktion) als RFSSuChdDtPol. ein. Er vergab diese Posten an Vertraute im SS-Bereich. Erst ab 1941 wurden sie auch formell zu Generälen der Polizei ernannt. Ihre Zuständigkeitsbereiche waren zuerst die Wehrkreise (im SS-Jargon SS-Oberabschnitte). In eroberten und besetzten Gebieten waren es die eingerichteten regionalen Besatzerstrukturen. Durch den Führererlass über die polizeiliche Sicherung der neu besetzten Ostgebiete vom 17. Juli 1941 wurde die polizeiliche Sicherung dem „Reichsführer SS und Chef der Deutschen Polizei“ (Himmler) übertragen. Zur Durchführung der polizeilichen Sicherung trat zu jedem Reichskommissar ein Höherer SS- und Polizeiführer, zu jedem General-, Haupt- und Gebietskommissar ein SS- und Polizeiführer. Außerdem wurde durch einen Erlass des Reichsführers SS am 21. Mai 1941 jedem Befehlshaber eines rückwärtigen Heeresgebietes ein Höherer SS- und Polizeiführer beigeordnet. Die Einsatzgruppen wurden vom zuständigen SS- und Polizeiführer befehligt und verloren daher ihre ursprüngliche Kommandostruktur.
Eine funktionelle Zuständigkeit war beispielsweise die Aufsicht über Ghettos im besetzten Polen. Dabei waren sie direkt, mit administrativer Unterstützung des Reichssicherheitshauptamtes (RSHA), an den Deportationen in Vernichtungslager beteiligt. Eine weitere Funktion war das Kommando über Polizeibataillone und SD-Regimenter im Gefechtseinsatz. Hierbei wurde den SS- und Polizeiführern ein motorisiertes Polizeiregiment unterstellt.
Viele SS- und Polizeiführer waren maßgeblich und zentral für Kriegsverbrechen verantwortlich, vor allem in Osteuropa und zum Ende des Krieges. Von den insgesamt 111 SS- und Polizeiführern sind 12 bei Kampfhandlungen getötet worden; 16 begingen, meist am Kriegsende, Suizid. 15 wurden nach dem Krieg zum Tode verurteilt und hingerichtet. 21 waren nach dem Krieg wegen ihrer Verbrechen in Haft.
In besetzten Gebieten mit einem Militärbefehlshaber („Operationsgebiete“) – wie z. B. auf dem Balkan und in Griechenland – wurde der HSSPF diesem untergeordnet. Der HSSPF war im Stab des Militärbefehlshabers für den gesamten Polizeibereich zuständig, nicht nur für die Dienststellen der Sicherheitspolizei/SD und der Ordnungspolizei (über die BdO und BdS), sondern auch für die lokalen Sicherheitskräfte (Polizei, Gendarmerie) der jeweiligen Kollaborationsregierungen und die Freiwilligenbataillone.
Eine alphabetische Liste der Amtsträger findet sich auf der Seite Liste der SS- und Polizeiführer.